# Tuttobasket
Tuttobasket è stata una trasmissione radiofonica di Radio Rai dedicata alle radiocronache in diretta delle partite di Serie A (pallacanestro maschile) e ideata nel 1978 da Massimo De Luca, il quale, oltre esserne l'ideatore, ne fu il primo conduttore, per poi passare la mano a Massimo Carboni, che dal 1987 ne è stato saldamente al timone fino al 2008, anno del suo pensionamento. Dopo un anno di interregno con la conduzione dal campo principale di Gianni Decleva, dal 2009 il testimone è stato preso da Alberto Pancrazi, che lo ha tenuto fino all'ultima puntata della trasmissione il 5 maggio 2013.
Andava in onda solitamente la domenica, subito dopo il GR1 delle 19:00, e seguiva in diretta i secondi tempi delle gare del massimo campionato italiano di pallacanestro. Proprio questa sua collocazione, l'ha resa negli anni un programma di successo, testimoniato da indici di ascolto molto alti.
La trasmissione è nata sulla scia della sorella maggiore Tutto il calcio minuto per minuto e ne ricalca la formula. Un conduttore dallo studio centrale, coadiuvato dagli inviati sui campi di gioco.
Nel 2013, dopo 35 anni, la trasmissione chiude i battenti per lasciare spazio, a partire dal 13 ottobre, ad un nuovo contenitore dal titolo Palasport condotto da Simonetta Martellini nel quale vengono raccontate in diretta le partite di basket e di volley.

## Radiocronisti

### Conduttori
- 1978 - 1987 Massimo De Luca
- 1987 - 2008 Massimo Carboni
- 2008 - 2009 coordinamento della trasmissione curato da Gianni Decleva, inviato sul campo della gara più importante della giornata
- 2009 - 2013 Alberto Pancrazi

### Inviati storici
- Giacomo Crosa (giornalista del gr2, non è stato voce di tuttobasket ma della trasmissione concorrente per alcuni anni trasmessa da RaiStereoDue, con un unico campo collegato, dal quale l'inviato forniva aggiornamenti sulle altre gare. Dopo il passaggio a Fininvest fu sostituito prima da Alberto Pancrazi, poi da Luciano Scateni, entrambi nati, come cronisti di basket, nella trasmissione di Radiouno)
- Gianni Decleva (la voce dal campo principale per molti anni, per alcuni anni dopo il pensionamento di Aldo Giordani ne ha preso il posto come primo telecronista di basket, dividendo il suo impegno fra radio e tv; è diventato anche coordinatore della trasmissione dopo il pensionamento di Massimo Carboni, quando Tuttobasket, per una stagione, non ebbe uno studio centrale: dal primo campo, Decleva aggiornava anche i risultati dei campi non collegati e quelli della LegADue, è in pensione dal 2010)
- Massimo Carboni (conduttore dal 1987 al 2008, dopo essere stato in precedenza radiocronista. Nel periodo che precedette il pensionamento di Aldo Giordani, si divise in diverse circostanze con Gianni Decleva nelle telecronache delle partite di basket sia di campionato che di coppa e nella conduzione da studio della trasmissione tv del sabato in cui venivano trasmessi gli anticipi di campionato)
- Aldo Giordani (la prima, irraggiungibile ed inimitabile voce del basket Rai è stato nello staff del radiocronisti di Tuttobasket nei primi anni della trasmissione)
- Maurizio Losa (era la voce delle squadre lombarde di serie A1, ora è vicedirettore di Rai Sport)
- Renato Bianda (voce delle gare della Virtus Roma, poi passò alla televisione)
- Gianni Bettini (dal 1978 la voce delle squadre bolognesi), ora lavora nella redazione di Milano di Rai Sport
- Tonino Raffa (era la voce della Viola Reggio Calabria, ora interviene qualche volta da Capo d'Orlando); in pensione
- Mauro Carafa (a lungo inviato del gr2, è poi entrato nello staff di tuttobasket dopo l'unificazione dei tre gr in una sola testata, per lo più come voce del Napoli Basket e della Juvecaserta; oggi è talora inviato anche su altri parquet)
- Franco Lauro (ha sporadicamente partecipato alla trasmissione come inviato da Bologna, da Rieti, da Pesaro e da Caserta, è stato il telecronista della LegAdue di Basket a Rai Sport ed è deceduto il 14 aprile 2020 per un malore in casa sua all'età di quasi 59 anni)
- Emanuele Dotto (era la voce della Auxilium Torino, della Libertas Livorno, del Basket Brescia e della Pallacanestro Varese, e fa ancora l'inviato nel periodo natalizio e dal 2019 è in pensione)
- Luciano Scateni (una delle voci storiche di Tuttobasket, radiocronista della sede di Napoli, ha seguito per molti anni le squadre campane, in particolare la Juve Caserta. È stato anche telecronista, sia di basket che di pallanuoto, particolare che lo accomuna a una delle figure storiche del basket e della pallanuoto italiana, Cesare Rubini. Sua la telecronaca della finale olimpica del 1992 a Barcellona in cui battendo la Spagna il Settebello vinse la medaglia d'oro)
- Nicoletta Grifoni (era la voce del Fabriano Basket e della Scavolini Pesaro, prima radiocronista donna della trasmissione, poi passata della pallavolo; ad essa si è aggiunta, in sporadiche occasioni, Maria Pia Zorzi, dal Palaverde di Treviso)
- Giancarlo Degl' Innocenti (era la voce della Libertas Livorno e della Mens Sana Siena)
- Roberto Scardova (era la voce delle squadre bolognesi)
- Alberto Pancrazi (per molti anni radiocronista in particolare dai parquet marchigiani, essendo in forza alla redazione regionale di Ancona, poi ultimo conduttore da studio)
- Rino Giusa (era la voce della Pallacanestro Gorizia e della Snaidero Udine)
- Piero Filippini (era un'altra voce delle squadre bolognesi; scomparve pochi mesi dopo la morte dell'altra voce storica dello sport bolognese, Piero Pasini)
- Giancarlo Bo (era la voce della Reyer Venezia e del Basket Mestre)
- Roberto Collini (era la voce della Libertas Udine e della Pallacanestro Trieste. Passò poi al ciclismo prima di diventare direttore della sede regionale Rai del Trentino)
- Bruno Gentili (era la voce della Virtus Roma negli anni ottanta, poi radiocronista di calcio e poi vicedirettore di Rai Sport) per alcuni anni è stato telecronista delle partite della Nazionale di Calcio)
- Umberto Braccili (inviato dai campi abruzzesi di Roseto e Teramo e occasionalmente anche da Rieti)
- Pierpaolo Rivalta (inviato dai campi marchigiani di Pesaro, Porto San Giorgio, Fabriano, Ancona; sostituì per un breve periodo Massimo Carboni, ammalato, nella conduzione della trasmissione)
- Massimo Barchiesi (voce principale dall'inizio della stagione 2010-2011 dopo il pensionamento di Gianni Decleva, inviato da più campi)
- Gianfranco Coppola (voce delle squadre campane)
- Ettore De Lorenzo (principale radiocronista dai palasport campani, in particolare Napoli, Avellino e Caserta)
- Daniele Fortuna (uno dei giovani radiocronisti emergenti nelle ultime stagioni della trasmissione)